# Пенсильвания
Пенсильва́ния (англ. Pennsylvania, американское произношение: [ˌpɛnsəlˈveɪniə] (слушать)о файле), официально — Содру́жество Пенсильва́нии (англ. Commonwealth of Pennsylvania) — штат на Северо-Востоке США. Столица — город Гаррисберг. Крупнейший город — Филадельфия. Девиз штата — «Добродетель, свобода и независимость». Официальное прозвище Пенсильвании — «Штат замкового камня», «Штат квакеров».

## История
Коренными жителями Пенсильвании были индейцы делавары, саскуэханноки и шауни. Первыми европейскими поселенцами на территории современной Пенсильвании были шведы и голландцы. В 1638 году на берегах реки Делавэр была основана колония Новая Швеция со столицей Форт Кристина.
В 1681 английский король Карл II передал молодому английскому квакеру Уильяму Пенну большую территорию к западу от реки Делавэр. В 1682 году Пенн основал колонию Пенсильвания, убежище для протестантов «Общества Друзей» (официальное название квакеров) и других гонимых за веру. Первоначально Пенн предложил назвать эту землю Новым Уэльсом, но у данного названия были возражения, тогда он предложил вариант Сильвания (от латинского silva — лес), в итоге король назвал эту землю Пенсильванией (по-латыни «Penn Sylvania», буквально «Леса Пенна») в честь адмирала королевского флота Пена-Старшего. Тогда же Уильям Пенн, исповедовавший идею братской любви между единоверцами, основал город, которому дал название Филадельфия, что на древнегреческом означает Город братской любви.
Полвека эксперимент протекал успешно, однако затем в результате стычек с индейцами погибло много колонистов ирландского и немецкого происхождения. Квакеры (в отличие от пуритан в Новой Англии) отказались противопоставить индейцам силу, так как не могли поступиться своими нравственными принципами — неприятием войн и насилия, религиозной терпимостью — и вынуждены были уйти с политической сцены колонии.
Квакеры организовали во Франкфурте-на-Майне компанию во главе с немецким юристом Францем Даниелем Пасториусом, симпатизировавшим квакерам. Благодаря ей с 1683 года в Пенсильванию стали прибывать немецкие колонисты — прежде всего меннониты, принявшие квакерство. В 1683 году они основали поселение Джермантаун.
В 1726 году в Пенсильвании было уже около 40 тыс. человек, из которых 60 % — англичане и валлийцы, 23 % — немцы, 12 % — шотландцы и ирландцы, 5 % — голландцы, шведы и финны.
Меннонитские купцы из Роттердама организовали переселение в Пенсильванию других, родственных им, немецких анабаптистских и близких к ним деноминаций: данкардов с 1719 года, швенкфельдеров с 1733 года, моравских братьев с 1739 года. С 1740-х годов в Пенсильванию стали прибывать амиши. «Пенсильванские немцы», несмотря на последовавшую значительную ассимиляцию, до настоящего времени сохранили свою культуру и пенсильванско-немецкий диалект.
В Пенсильвании были открыты первые на территории британских колоний университет (Университет Пенсильвании в 1740 году) и госпиталь (1751).
Запад Пенсильвании осваивали французы, которые в 1754 году основали здесь свой Форт Дюкен, ставший частью колонии Новая Франция. В том году Пенсильвания стала ареной сражения между французами и англичанами (Сражение за форт Несессити), которое переросло в Англо-французскую войну.
В 1774 году в пенсильванской Филадельфии в здании Карпентерс-холла заседал Первый Континентальный конгресс.
Пенсильвания активно участвовала в войне за независимость. В 1776 году была принята Конституция Содружества Пенсильвания (официальное название штата). Тогда же в Филадельфии Вторым континентальным конгрессом провозглашена Декларация независимости и Пенсильвания, наряду с двенадцатью другими бывшими североамериканскими колониями Великобритании, образовала Соединённые Штаты Америки.
В 1790 году Пенсильвания первой среди североамериканских штатов приняла закон об освобождении рабов.
В Гражданской войне Пенсильвания находилась на стороне «северян».
С середины XIX века Пенсильвания играла важную роль в индустриализации США, однако здесь же происходили конфликты между работниками и владельцами предприятий, нередко с насильственным исходом. В начале XX века экономика Пенсильвании была сосредоточена на производстве стали, лесозаготовках, добыче угля, текстиле и других формах промышленного производства. Резкий рост иммиграции в США в конце XIX — начале XX веков обеспечил постоянный приток дешёвой рабочей силы для этих отраслей, в которых часто работали дети и взрослые, не говорящие по-английски. Широкую известность получила бойня у Латтимера — расстрел безоружных шахтёров (в основном славянского происхождения), что привело к росту авторитета шахтёрского профсоюза.
После недолгого упадка в годы Великой депрессии промышленность Пенсильвании пережила подъём в годы 2-й мировой войны. Промышленный рост продолжался примерно до 1960-х годов, после чего начался плавный спад. К концу XX века в местной промышленности наметился упадок, Пенсильванию стали причислять к штатам «ржавого пояса».

## География

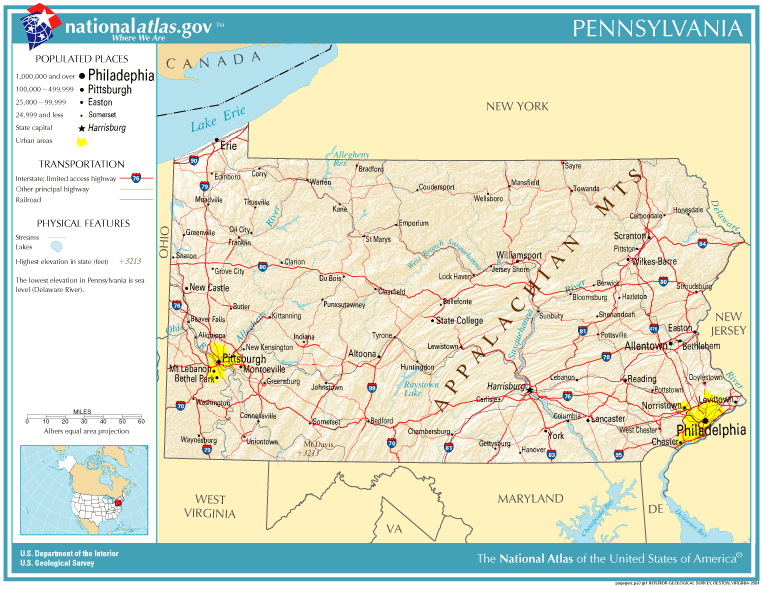
Карта Пенсильвании

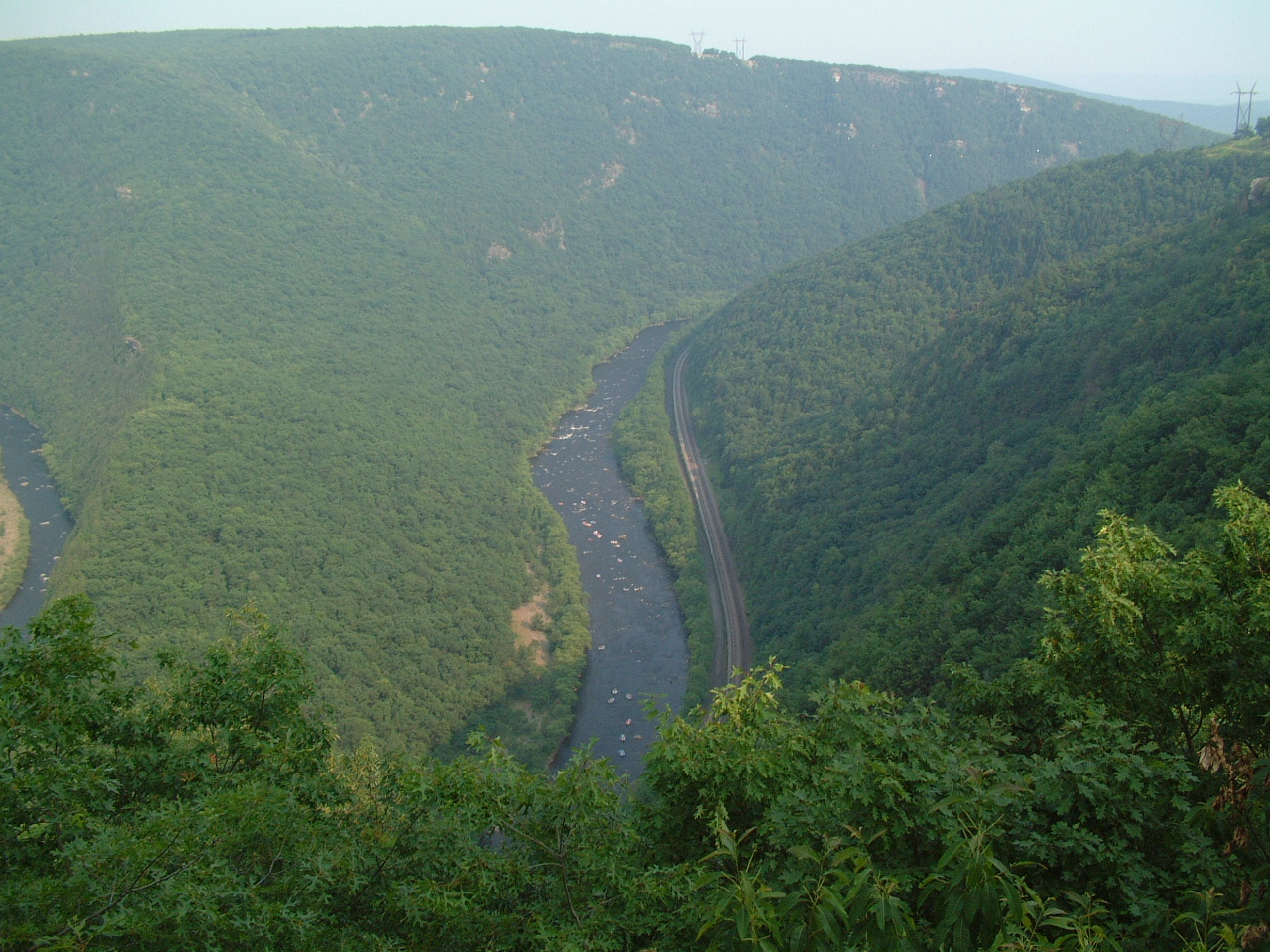
Вид на реку Лехай, округ Карбон

Пенсильвания имеет площадь 119 283 км² (33-й по площади штат страны) при протяжённости около 274 км с севера на юг и 455 км — с запада на восток. Штату принадлежит часть побережья озера Эри длиной 82 км, а также побережье длиной 92 км вдоль эстуария реки Делавэр. В то же время, Пенсильвания не имеет выхода к Атлантическому океану. Граничит с шестью штатами: Нью-Йорком (на севере), Нью-Джерси (на востоке), Делавэром (на юго-востоке), Мэрилендом (на юге), Западной Виргинией (на юго-западе) и Огайо (на западе).
С юго-запада на северо-восток через территорию штата проходят Аппалачи. Северо-запад Пенсильвании занимает Аллеганское плато, продолжающееся также на север — в штат Нью-Йорк и на запад — в Огайо. Плато сильно расчленено долинами. Во время последнего ледникового периода северо-западный и северо-восточный углы территории Пенсильвании были погребены под южную окраину Лаврентийского ледникового щита. Ледник продолжался также в горных долинах Аппалачей, в центральной части штата, наиболее южная его оконечность находилась всего в 40 км к северу от современного Питтсбурга.

## Административное деление
Пенсильвания состоит из 67 округов. Столица штата, Гаррисберг, располагается в округе Дофин.

## Климат
Климат в большинстве районов штата умеренный континентальный, с жарким и влажным летом и довольно прохладной зимой. Крайний юго-восток Пенсильвании характеризуется субтропическим океаническим климатом с более мягкими зимами.

## Экономика
ВВП штата Пенсильвания составляет $558,3 млрд. — 6-е место в США. (август 2011 г.), что сопоставимо с ВВП такой страны, как Таиланд.

## Население

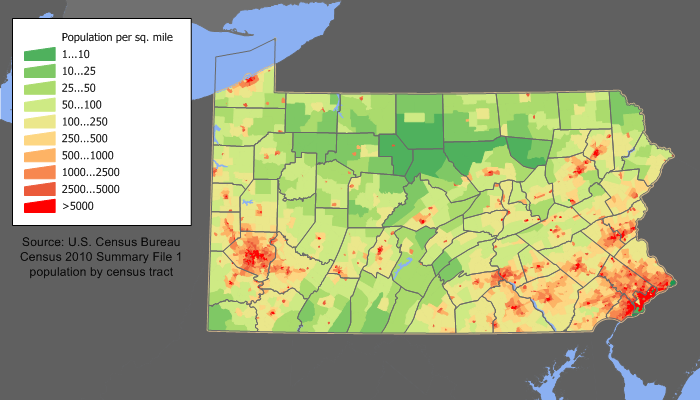
Плотность населения

По данным Бюро переписи населения США на 1 июля 2011 года население Пенсильвании составляет 12 742 886 человек; прирост по сравнению с переписью 2010 года составил 0,32 %. Доля детей до 5 лет составляет 5,9 %; лиц старше 65 лет — 15,6 %. Женщины составляют 51,7 % населения.
По данным переписи 2010 года расовый состав населения следующий: белые (79,5 %), афроамериканцы (10,8 %), коренные американцы (0,2 %), азиаты (2,7 %), представители двух и более рас (1,9 %). Латиноамериканцы составляют 5,7 % от населения штата. С 2000 по 2010 годы численность латиноамериканского населения увеличилась на 82,6 %, что вызвано значительной иммиграцией пуэрториканцев, доминиканцев, мексиканцев и населения других стран Центральной и Южной Америки. По данным на 2005 год около 5 % населения штата родились за пределами США. Белое население главным образом немецкого (28,5 %), ирландского (18,2 %), итальянского (12,8 %), английского (8,5 %) и польского (7,2 %) происхождения.
Динамика численности населения:
- 1950: 10 498 012 чел.
- 1960: 11 319 366 чел.
- 1970: 11 793 909 чел.
- 1980: 11 863 895 чел.
- 1990: 11 881 643 чел.
- 2000: 12 281 054 чел.
- 2010: 12 702 379 чел.
- 2013: 12 773 801 чел.

## Политика
Представительным органом штата Пенсильвания управляется двухпалатная Генеральная ассамблея Пенсильвании. В Сенат Пенсильвании входят 50 сенаторов, избираемые каждые четыре года, и 203 члена палаты представителей, избираемые, в свою очередь, каждые два года. С 1950-х годов демократическая и республиканская партии представлены примерно в равном соотношении. Губернатор избирается на четырёхлетний срок и может быть переизбран по окончании срока всего лишь один раз. Судебную власть возглавляет Верховный суд, который представляют председатель Верховного суда и 6 членов суда, все из которых избираются сроком на десять лет. На местном уровне Пенсильвания состоит из 67 округов, каждый из которых управляется тремя мировыми судьями.

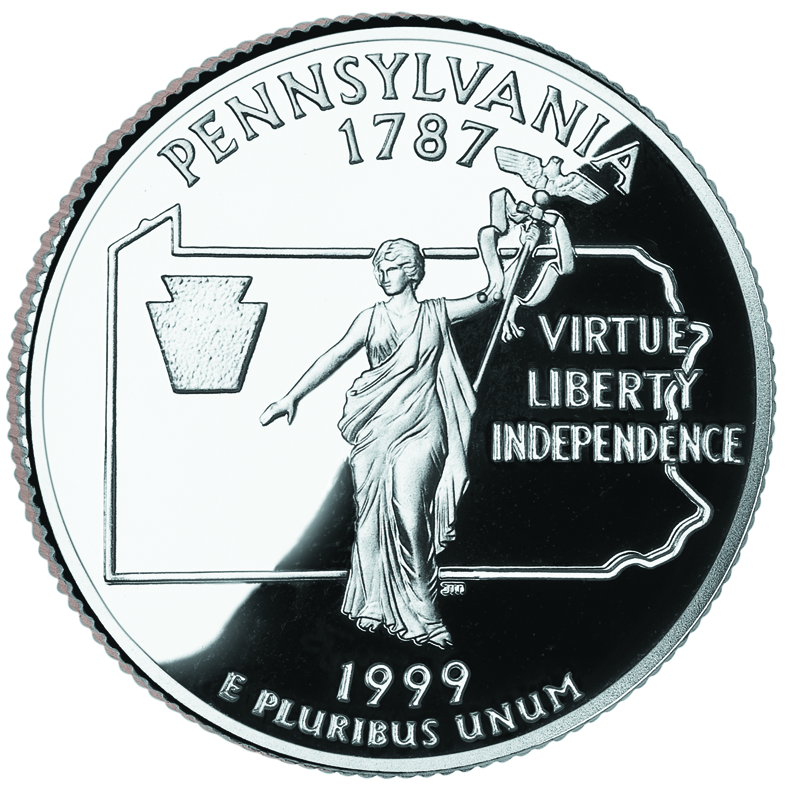
Монета номиналом 25 центов, посвящённая Пенсильвании

## Образование
В Пенсильвании насчитывается 500 государственных школьных округов, тысячи частных школ, колледжей и университетов, а также более 100 частных высших учебных заведений.

## Символы штата
- Дерево — Тсуга канадская
- Насекомое — Пенсильванский светляк
- Собака — Немецкий дог
- Птица — Воротничковый рябчик